# Johanna Elberskirchen

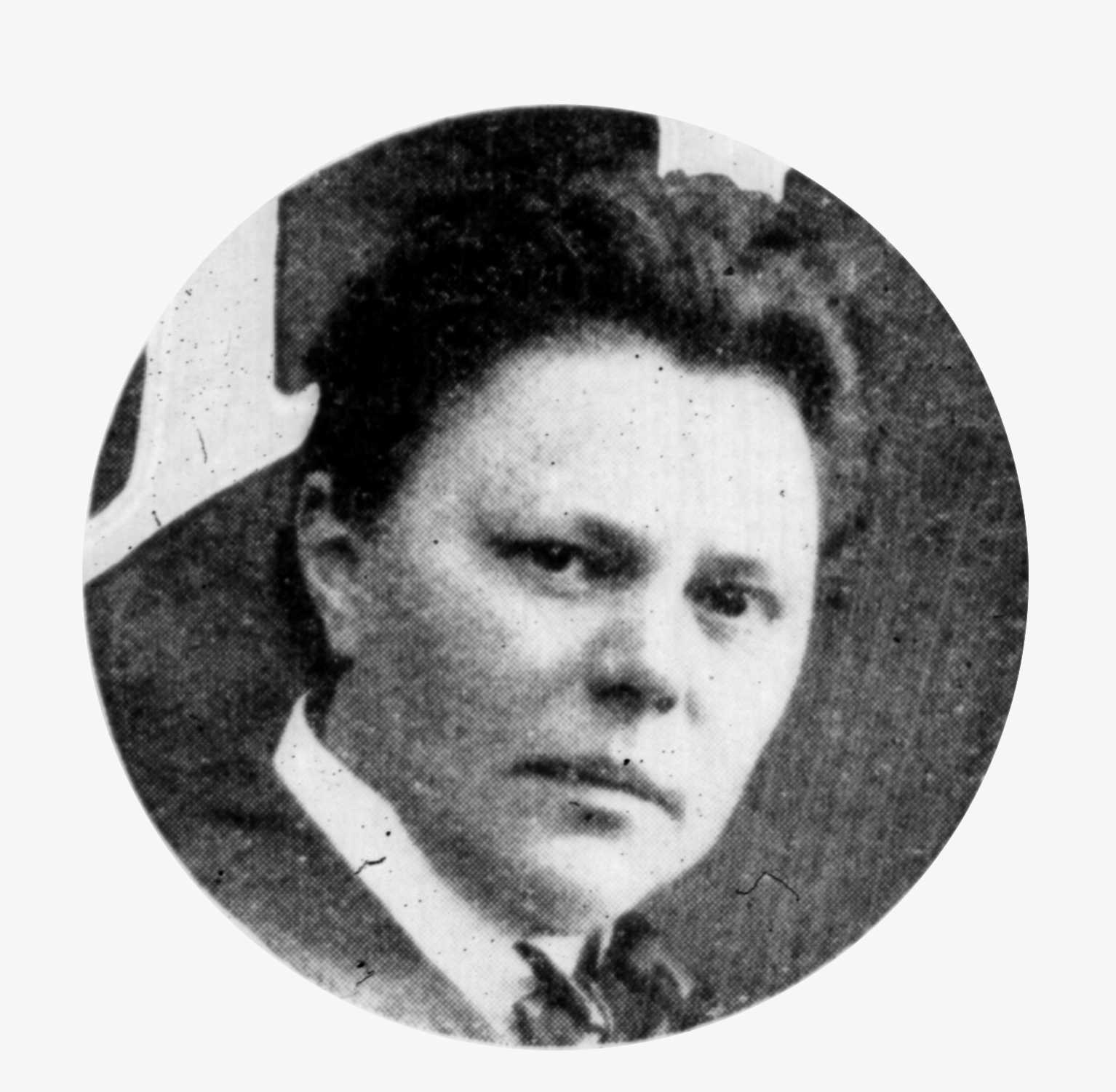
Johanna Elberskirchen um 1905

Johanna Carolina Elberskirchen (* 11. April 1864 in Bonn; † 17. Mai 1943 in Rüdersdorf bei Berlin) war eine  feministische Schriftstellerin, die sich für die Rechte von Frauen, Homosexuellen und Arbeitern einsetzte und in der Sexualreform-Bewegung aktiv war. Pionierarbeit leistete sie als lesbische Aktivistin.

## Leben

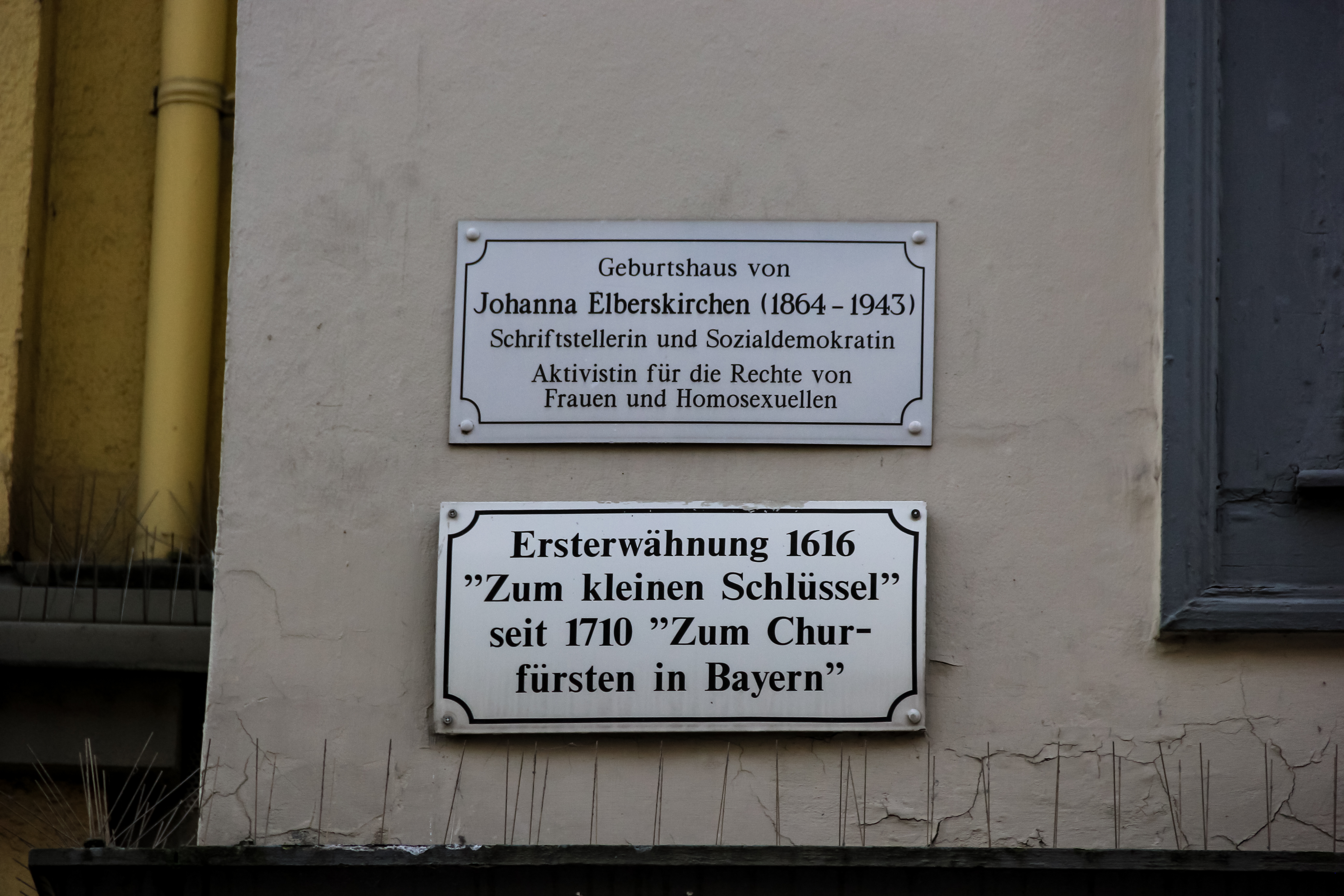
Johanna Elberskirchen: Geburtshaus in der Bonner Sternstraße

Johanna Elberskirchen war von 1884 bis 1891 als Buchhalterin in Rinteln tätig und studierte dann Medizin in Bern und später Jura in Zürich. Nach ihrer Rückkehr aus der Schweiz um 1900, zusammen mit Anna Aebi-Eysoldt (1868–1913), lebte sie erst in Bonn, dann in Alfter (1905–1909), in Mehlem (1909/1910) und wiederum in Bonn. Von 1915 bis 1919 arbeitete sie in der Berliner Säuglingsfürsorge. Mit ihrer Lebensgefährtin Hildegard Moniac (1891–1967) zog sie 1920 nach Rüdersdorf bei Berlin und eröffnete in ihrem gemeinsamen Haus in der Luisenstraße 32 (heute: Rudolf-Breitscheid-Straße 57) eine Praxis für homöopathische Heilbehandlungen.
Bereits in Bonn und später in Rüdersdorf bei Berlin war sie – trotz Ausschluss aus der Partei im Rheinland 1912/1913 – in der sozialdemokratischen Bewegung aktiv. Anfänglich unter dem Pseudonym Hans Carolan veröffentlichte sie bis zu ihrem erzwungenen Publikationsende 1933 zahlreiche Zeitungsartikel und mehrere Bücher zu den feministischen Themen Wahlrecht, geschlechtsspezifische Erziehung und Bildung, Frauenstudium, Gewalt gegen Mädchen und Frauen, Mutterschaft und Kinderheilkunde. Außerdem gab sie die Zeitschrift Kinderheil und einen gleichnamigen Kalender heraus. Johanna Elberskirchen war in der u. a. von Magnus Hirschfeld (1868–1935) gegründeten wissenschaftspolitischen Vereinigung Wissenschaftlich-humanitäres Komitee (WhK) aktiv, ferner in der Weltliga für Sexualreform, zuletzt als Referentin in Wien 1930.
Ihre Urne wurde 1975 heimlich von zwei Frauen in der Grabstätte ihrer Lebensgefährtin Hildegard Moniac beigesetzt. Am 5. Dezember 2002 beschloss die Gemeindevertretung Rüdersdorf bei Berlin einstimmig, die Grabstätte Elberskirchen/Moniac unter Schutz zu stellen. 2003 fand eine Gedenkveranstaltung auf dem Rüdersdorfer Friedhof statt, an der einhundert Personen teilnahmen. Für Johanna Elberskirchen und ihre letzte Lebensgefährtin, Hildegard Moniac, wurden Gedenktafeln aufgestellt. Seit Ende 2005 erinnert außerdem am Geburtshaus von Johanna Elberskirchen in der Bonner Innenstadt in der Sternstraße 37 (frühere Nummer: 195) eine Gedenktafel an die streitbare Feministin.

## Originalzitate zum Feminismus und zur Sexualität

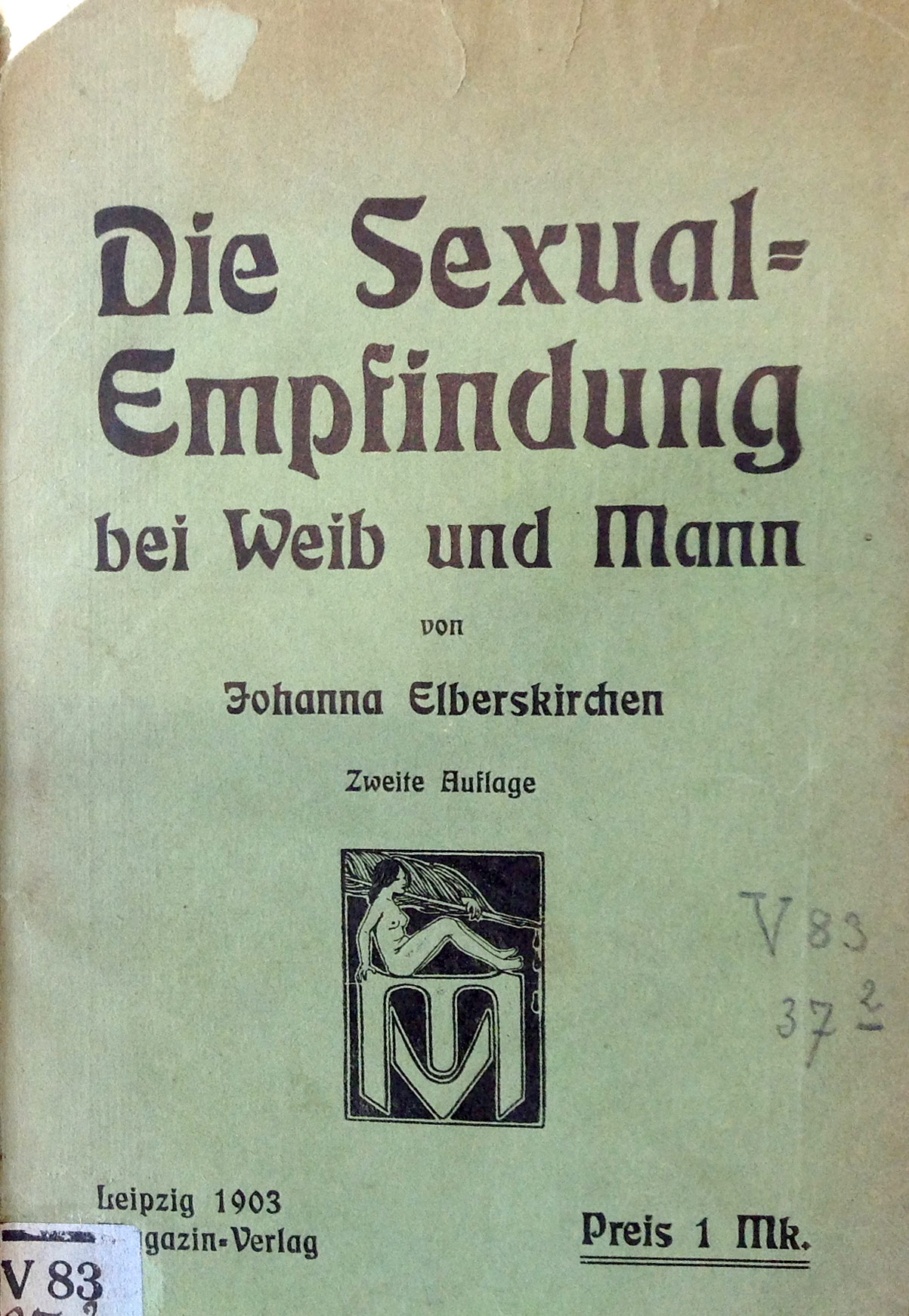
Johanna Elberskirchen: Die Sexualempfindung bei Weib und Mann, 1903

„Ich hätte auch schreiben können ‚Feminismus und Schwachsinn‘, denn die Kritik, die im Namen der Wissenschaft am Feminismus verbrochen wird, hat oft mit Wissenschaft wenig zu tun. Jedoch meine angeborene Courtoisie gegenüber dem männlichen Geschlecht verbot mir, auf den Wegen des Herrn Möbius zu wandeln. Meiner Ansicht nach sind die Herren Gelehrten, insbesondere die Herren Naturwissenschaftler und die Herren Mediziner die ungeeignetsten Leute, sich kritisch mit dem Feminismus zu befassen. Sie stehen dem Weibe zu persönlich und zu materialistisch gegenüber und beurteilen es aus einer ganz schiefen und recht beschränkten Perspektive, jedenfalls von ganz unwissenschaftlichen Gesichtspunkten aus.“
Feminismus und Wissenschaft. 1903, S. 3.
Elberskirchen bezieht sich auf den drei Jahre zuvor unter großer öffentlicher Beachtung erschienenen Essay des Psychiaters Paul Julius Möbius: „Über den physiologischen Schwachsinn des Weibes“.
„Nein, Herr Möbius, das Weib ist nicht schwach, nicht inferior, nicht ‚physiologisch schwachsinnig‘, aber das Weib ist krank – es leidet zu sehr unter der Herrschaft des männlichen Sexus.“
Feminismus und Wissenschaft. 1903, S. 18.
„Wäre es die Sehnsucht nach dem Kinde, dann gäbe es keine Abtreibung, keinen Kindsmord, keinen Selbstmord. Dann gäbe es nicht diese fürchterlichen Strafparagraphen. Dann gäbe es vor allen Dingen nicht jene ungeheuerliche, jene unsittliche Verachtung der unehelichen Mutter und ihres Kindes – es gäbe keine ‚Gefallenen‘, keine ‚Bastarde‘.“
Die Sexualempfindung bei Weib und Mann. 1903, S. 26.
Elberskirchen setzt sich hier mit der Unterstellung auseinander, der weibliche Sexualtrieb sei in Wirklichkeit nur auf die Erzeugung von Nachwuchs ausgelegt und unterscheide sich deshalb ganz wesentlich von dem des Mannes. Mit den Strafparagrafen meint sie u. a. § 218: Schwangerschaftsabbruch, und mit „Gefallenen“ wegen vorehelichem Geschlechtsverkehr gesellschaftlich stigmatisierte Frauen.
„Mindestens 75 Prozent der Männer sind geschlechtskrank. Die Kinder leiden unter den Sünden der Väter – das Weib unter den Sünden des Gatten. Die venerischen Krankheiten beherrschen das Geschlechtsleben. Eine Armee von Frauen, ihre gesamten Kräfte (Berlin allein ca. 25000, also eine mittelgroße Stadt) dient lediglich der Geschlechtslust des Mannes.“
Die Sexualempfindung bei Weib und Mann. 1903, S. 40.
Venerische Krankheiten sind Sexuell übertragbare Erkrankungen, damals vor allem Tripper und Syphilis.
„Die Aufgabe der Erziehung ist es, mit aller Strenge einzugreifen. Dem heranwachsenden Manne muß die Selbstbeherrschung auf dem sexuellen Gebiet anerzogen werden. [...] Die Selbstbeherrschung auf sexuellem Gebiet muß dem Manne durch die Erziehung in Fleisch und Blut übergeführt werden.“
Die Sexualempfindung bei Weib und Mann. 1903, S. 48f.

## Ehrungen
- Am 8. Mai 2024 wurde Johanna Elberskirchen im Rahmen des Projekts Frauenorte in die Liste der FrauenOrte NRW aufgenommen und eine Gedenktafel neben dem Alten Rathaus angebracht.[3]

## Werke
- Die Prostitution des Mannes. Auch eine Bergpredigt – Auch eine Frauenlektüre. In: Verlags-Magazin. J. Schabelitz, Zürich 1896 (online).
- Socialdemokratie und sexuelle Anarchie. In: Verlags-Magazin. J. Schabelitz, Zürich 1897.
- Das Weib, die Klerikalen und die Christlichsocialen. Schabelitz, Zürich 1898.
- Feminismus und Wissenschaft. 2. Auflage. Magazin-Verlag, Leipzig/Rednitz 1903.
- Die Liebe des dritten Geschlechts. Homosexualität, eine bisexuelle Varietät keine Entartung – keine Schuld. Verlag von Max Spohr, Leipzig 1904.
- Die da am Manne leiden … IV. Stück. Παντα ρει. 3. Auflage. Magazin-Verlag, Berlin um 1905.
- Was hat der Mann aus Weib, Kind und sich gemacht? Revolution und Erlösung des Weibes. Eine Abrechnung mit dem Mann – Ein Wegweiser in die Zukunft! 3. Auflage. Magazin-Verlag, um 1904.
- Geschlechtsleben und Geschlechtsenthaltsamkeit des Weibes. Seitz u. Schauer, München 1905.
- Die Mutterschaft in ihrer Bedeutung für die national-soziale Wohlfahrt. Seitz u. Schauer, München 1905.
- Mutter, Seitz & Schauer, München 1905.
  - 1: Schutz der Mutter.
  - 2: Geschlechtliche Aufklärung des Weibes.
- mit Max Below: Kinderheil. Zeitschrift für Mütter zur leiblichen und geistigen Gesundung und Gesunderhaltung der Kinder. Seitz & Schauer, München 1905–1907.
- mit Anna Eysoldt: Die Mutter als Kinderärztin. Seitz u. Schauer, München 1907.